# FDW Werbung im Kino
FDW ist die Abkürzung für FDW Werbung im Kino e.V. als Fachverband für Werbeverwaltungen und Spezialmittler für Kinowerbung in Deutschland. Dieser wurde 1950 gegründet.

## Tätigkeitsbereich
Als Wirtschaftsverband dient der Förderung und Koordinierung von Kinowerbung sowie der Interessenvertretung seiner Mitgliedsunternehmen. In Zusammenarbeit mit der Arbeitsgemeinschaft Media-Analyse, der Verbraucheranalyse sowie dem Zentralverband der Deutschen Werbewirtschaft und der Informationsgemeinschaft zur Feststellung der Verbreitung von Werbeträgern werden Branchenkennzahlen erhoben und Kontrollen durchgeführt.

## Veröffentlichungen
Jährlich und in regelmäßigen Abständen werden statistische Auswertungen der Arbeitsgemeinschaft Media-Analyse, der Verbraucheranalyse und selbständig erhobene Kinostudien veröffentlicht deren Ergebnisse als Broschüren oder auf der Internetseite des Verbands erhältlich sind.